# Глинка, Иржи
Иржи Глинка (чеш. Jiří Hlinka; род. 1944, Прага) — норвежский музыкальный педагог чешского происхождения.
Окончил Пражскую академию музыки, ученик Франтишека Рауха и Йозефа Паленичека. С 1966 г. начал концертировать, однако уже через три года по медицинским причинам был вынужден сильно ограничить свою исполнительскую активность и с тех пор почти не выступает, а записывается довольно редко (впрочем, за сорок лет им осуществлён ряд записей камерной музыки Йозефа Гайдна, Ференца Листа, Петра Чайковского, Леоша Яначека, Сергея Прокофьева, Эрика Сати). Однако с 1970 г. основной работой Глинки становится преподавание. С 1972 г. он живёт и работает в Норвегии, в 1982 г. принял норвежское гражданство. Все эти годы Глинка преподаёт в Музыкальной академии имени Грига в Бергене, где среди его учеников был, в частности, Лейф Ове Андснес.
В 2004 г. награждён Золотой королевской медалью за заслуги — восьмой по значимости государственной наградой Норвегии. В 2007 г. удостоен премии «Gratias agit» за заслуги в представительстве чешской культуры за рубежом.